# Лімозано
Лімозано (італ. Limosano) — муніципалітет в Італії, у регіоні Молізе, провінція Кампобассо.
Лімозано розташоване на відстані близько 180 км на схід від Рима, 14 км на північ від Кампобассо.
Населення — 778 осіб (2014).
Щорічний фестиваль відбувається 19 серпня. Покровитель — San Ludovico.

## Демографія
Населення за роками:

Станом на 1 січня 2023 року в муніципалітеті офіційно проживало 18 іноземців з 9 країн, серед них 4 громадяни країн Євросоюзу.

## Сусідні муніципалітети
- Кастропіньяно
- Фоссальто
- Лучито
- Монтагано
- Петрелла-Тіферніна
- Ріпалімозані
- Сант'Анджело-Лімозано